# Hawker Hotspur
Hawker Hotspur là một chiếc Hawker Henley thiết kế lại. Nó được thiết kế nhằm đáp ứng tiêu chuẩn kỹ thuật của Bộ không quân Anh về một loại máy bay thay thế cho Hawker Demon.

## Tính năng kỹ chiến thuật (Hotspur)
Dữ liệu lấy từ Hawker Aircraft since 1920
Đặc điểm tổng quát
- Kíp lái: 2
- Chiều dài: 32 ft 10½ in (10,02 m)
- Sải cánh: 40 ft 6 in (12,34 m)
- Chiều cao: 13 ft 10 in (4,22 m)
- Diện tích cánh: 342 ft² [2] (31,8 m²)
- Trọng lượng rỗng: 5.800 lb (2.630 kg)
- Trọng lượng cất cánh tối đa: 7.650 lb (3.470 kg)
- Động cơ: 1 × Rolls-Royce Merlin II hp, 1.030 hp (768 kW)

 Hiệu suất bay 
- Vận tốc cực đại: 275 kn (316 mph, 510 km/h)
- Trần bay: 28.000 ft (8.500 m)

Trang bị vũ khí

- 4 × Súng máy Browning .303 in (7.7 mm)
- 1 × Súng máy Vickers.303 in (7,7 mm)